# 佐治·積遜 (維珍尼亞州政治家)
佐治·積遜（英語：George Jackson，1757年1月9日—1831年5月17日）是一名美國農民、律師和政治家。

## 家庭
佐治·積遜與伊利沙伯·布雷克（尊·布雷克的女兒）結婚，是美國眾議員尊·佐治·積遜和愛德華·布雷克·積遜的父親。

### 列表
- George Jackson－美國國會國家人物傳記大辭典

## 外部連結
- 本条目引用的公有领域材料来自Biographical Directory of the United States Congress的网站或文档。